# Ferhat Ülker
Ferhat Ülker (* 22. Juni 1988) ist ein deutsch-türkischer Fußballspieler.

## Spielerkarriere
Ülker spielte in seiner Jugend beim FC Schalke 04 und für den VfL Leverkusen, bevor er 2006 zum Wuppertaler SV wechselte. Zunächst wurde er nur in der zweiten Mannschaft eingesetzt, ab der Saison 2007/08 stand er mehrmals im Kader der ersten Mannschaft und absolvierte unter anderem sechs Profispiele in der 3. Liga. 2009 ging Ülker zum westfälischen Oberligisten TSG Sprockhövel, mit dem er ein Jahr später in die Verbandsliga abstieg. Nach dem Wiederaufstieg 2012 wechselte er zu Ratingen 04/19 in die Oberliga Niederrhein. Nach einem Jahr verließ er den Verein wieder. Über den Bezirksligisten Grün-Weiß Wuppertal kehrte er 2014 zur TSG Sprockhövel zurück. Im November 2015 gab der Landesligist FC Remscheid die Verpflichtung Ülkers bekannt. Nach dem Abstieg mit dem FC Remscheid gelang dem Torjäger der direkte Wiederaufstieg in die Landesliga. In der Saison 2016/17 schoss er für den FCR 32 Tore.

## Trainerkarriere
Nach seinem Karriereende am 30. Juni 2020 widmete sich Ülker dem Trainerberuf. Er besitzt die UEFA B-Lizenz und sammelte erste Erfahrungen als Trainer der U19 der TSG Sprockhövel in der Saison 2023/24. Zur Saison 2025/26 übernahm Ferhat Ülker das Amt des Cheftrainers beim SV Ararat Gevelsberg. Zuvor war er in der Spielzeit 2024/25 als Co-Trainer bei Rot-Weiß Wülfrath tätig. Mit seinem Wechsel zu Ararat Gevelsberg trat Ülker erstmals eine Cheftrainerposition im Seniorenbereich an.
Ferhat Ülker ist der Bruder von Hasan Ülker (FC Hansa Rostock).